# Lane Chandler

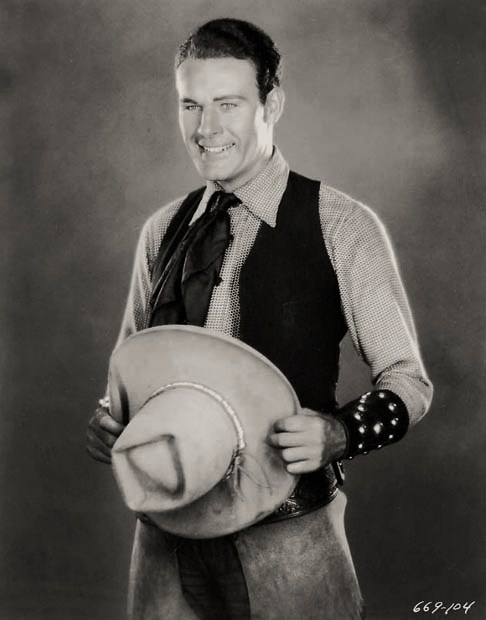
Lance Chandler

Lane Chandler (eigtl. Robert Chandler Oakes; * 4. Juni 1899 in South Dakota; † 14. September 1972 in Los Angeles, Kalifornien) war ein US-amerikanischer Schauspieler.

## Leben
Chandler wurde oftmals mit Gary Cooper verglichen, zu dem es tatsächlich etliche Parallelen gibt. Chandler hatte jedoch nie eine echte Chance, den Bekannt- und Beliebtheitsgrad Coopers zu erreichen.
Er arbeitete nach dem Besuch des Montana Wesleyan College zunächst als Busfahrer im Yellowstone National Park. Als Mechaniker fand er einen Job in Los Angeles und kam dort 1927 zu einem Vertrag mit der Paramount. Nach etlichen Miniauftritten erhielt er eine Hauptrolle im Stummfilm-Western The open range. Im folgenden Jahr wurde er in einigen Filmen prominent besetzt. Nachdem sich Paramount für Gary Cooper entschieden und von Chandler getrennt hatte, fand er Jobs als freier Schauspieler bei unabhängigen Produktionen, die zwar billiger produziert waren, aber ihm Gelegenheit boten, die Hauptrollen zu übernehmen. So spielte er 1930 in fünf Western-Produktionen mit.
1931 schloss er einen Vertrag mit Willis Kent über eine Serie von acht Filmen, die solide B-Ware darstellten. 1934/1935 wurde er der Phantom Rider für sechs Folgen der Serie, die aber auch seine letzten Hauptrollen darstellten. Von nun an wirkte er in zahlreichen Filmen als Nebendarsteller mit, so beispielsweise auch in dem Film Der Mann mit der eisernen Maske (The Man in the Iron Mask). Ab 1949 trat er auch in Fernsehserien auf. Oft arbeitete er mit Cecil B. DeMille zusammen. Seine Filmliste ist mit nahezu 300 Filmen und etwa 100 Fernsehfolgen verschiedener Serien kaum zu übersehen.
Neben der Schauspielerei war Chandler an einem metallverarbeitenden Betrieb und einer Ranch beteiligt.

## Filmografie (Auswahl)
- 1928: Vier Herren suchen Anschluß (Red Hair)
- 1929: Millionen um ein Weib (The Wolf of Wall Street)
- 1929: Unsichtbare Fesseln (The Single Standard)
- 1933: Hände hoch – oder nicht (The Devil's Brother)
- 1933: Sein Freund, der Desperado (Sagebrush Trail)
- 1934: Die lustige Witwe (The Merry Widow)
- 1934: Millionäre bevorzugt (The Girl from Missouri)
- 1934: Alles liebt, alles lügt (The Affairs of Cellini)
- 1936: Land der Zukunft (The Lawless Nineties)
- 1936: Undersea Kingdom
- 1936: Winde der Wildnis (Winds of the Wasteland)
- 1937: Hoheit tanzt inkognito (Rosalie)
- 1938: Chicago – Engel mit schmutzigen Gesichtern (Angels with Dirty Faces)
- 1938: Der Freibeuter von Louisiana (The Buccaneer)
- 1938: Im Herzen von Arizona (Heart of Arizona)
- 1939: Der Mann mit der eisernen Maske (The Man in the Iron Mask)
- 1940: Die scharlachroten Reiter (North West Mounted Police)
- 1940: Land der Gottlosen (Santa Fe Trail)
- 1941: I Wanted Wings
- 1941: Zum Leben verdammt (Among the Living)
- 1942: Piraten im karibischen Meer (Reap the Wild Wind)
- 1943: Riding High
- 1943: Harte Burschen – steile Zähne (A Lady Takes a Chance)
- 1944: Janie
- 1944: The Lady and the Monster
- 1945: Der Vagabund von Texas (Along Came Jones)
- 1945: Incendiary Blonde
- 1946: Mit Pinsel und Degen (Monsieur Beaucaire)
- 1946: Zwei Sprengstoffverkäufer (Little Giant)
- 1947: California
- 1947: Verfolgt (Pursued)
- 1947: Michael schafft Ordnung (Heaven Only Knows)
- 1948: Silberkönig (Northwest Stampede)
- 1948: Der Rächer der Todesschlucht (Albuquerque)
- 1948: Der Superspion (A Southern Yankee)
- 1948: Der Schrecken von Texas (Return of the Bad Men)
- 1948: Tochter der Prärie (Belle Starr's Daughter)
- 1948: Die tollkühne Rettung der Gangsterbraut Honey Swanson (A Song Is Born)
- 1948: Straße ohne Namen (The Street with No Name)
- 1948: Ich heirate dich doch (That Wonderful Urge)
- 1948: Gier nach Geld (Money Madness)
- 1949: Samson und Delilah (Samson and Delilah)
- 1949: Männer mit eisernen Nerven (Riders of the Whistling Pines)
- 1950: Die Letzten von Fort Gamble (Ambush)
- 1950: Montana
- 1951: Stadt in Aufruhr (The Well)
- 1951: Die Nacht der Wahrheit (The Big Night)
- 1951: Den Hals in der Schlinge (Along the Great Divide)
- 1951: Unsichtbare Gegner (Santa Fe)
- 1952: Der König der Wildnis (The Lion and the Horse)
- 1952: Menschenjagd in San Francisco (The San Francisco Story)
- 1953: Donnernde Hufe (Thunder Over the Plains)
- 1953: Eine abenteuerliche Frau (Take Me to Town)
- 1953: Der brennende Pfeil (The Charge At Feather River)
- 1954: Der sympathische Hochstapler (Living It Up)
- 1954: Die Banditeninsel von Karabei (Return to Treasure Island)
- 1955: Der Teufel im Sattel (Tall Man Riding)
- 1955: König der Schauspieler (Prince of Players)
- 1956: Der weiße Reiter (The Lone Ranger)
- 1958: Die Kanaille von Kansas (Quantrill's Raiders)
- 1958: König der Freibeuter (The Buccaneer)
- 1960: Morgen sollst Du sterben (Noose for a Gunman)
- 1965: Der schnellste Colt von River Falls (Requiem for a Gunfighter)
- 1971: Heißes Gold aus Calador (One More Train to Rob)